# نسل‌کشی رواندا
نسل‌کشی رواندا در سال ۱۹۹۴ به دنبال سقوط هواپیمای حامل «جووینال هابیاریمانا» (Juvénal Habyarimana) رئیس‌جمهور وقت رواندا در نزدیکی کیگالی پایتخت این کشور به وقوع پیوست. «قوم هوتو» این جنایت را به «قوم توتسی» نسبت داد. همین امر در جامعه بی‌حکومت، آغاز درگیری‌های شدید میان این دو قوم شد. در جریان نسل‌کشی سال ۱۹۹۴ روآندا که از آن تحت عنوان تاریک‌ترین فاجعه انسانی نیم سده گذشته یاد می‌شود، علاوه بر کشته‌شدن ۸۰۰ هزار مرد، زن و کودک، به ۲۰۰ تا ۵۰۰ هزار زن تجاوز جنسی شد.
سازمان ملل در ابتدا از پذیرش این رویداد به عنوان نسل‌کشی خودداری کرد و در نتیجه به شدت مورد انتقاد رسانه‌های جمعی قرار گرفت. این واقعه منجر به بحث‌هایی برای تغییر در ساختار سازمان ملل به منظور برخورد سریع و قاطع جامعه بین‌الملل با نسل‌کشی شد.
فرانسه روز چهارشنبه هفتم آوریل ۲۰۲۱ آرشیو اسناد مربوط به نسل‌کشی رواندا در سال ۱۹۹۴ میلادی را برای استفاده عمومی گشود. این تصمیم در پی انتشار گزارش «فرانسه، رواندا و نسل‌کشی توتسی‌ها (۱۹۹۰–۱۹۹۴)» اجرایی می‌شود. در این گزارش ۱۰۰۰ صفحه‌ای که به سفارش امانوئل ماکرون، رئیس‌جمهوری فرانسه تهیه شده، آمده‌است که فرانسوا میتران، رئیس‌جمهوری وقت فرانسه و اطرافیانش چشم‌های خود را روی واقعیت رویدادهای رواندا بسته بودند.
رئیس‌جمهوری فرانسه و اطرافیانش در سال‌هایی که رواندا به سوی نفرت قومی پیش می‌رفت، توتسی‌ها و به‌ویژه سازمان نظامی سیاسی این گروه «نژادی» یعنی «جبهه خلق رواندا» را عامل بروز یک کشتار احتمالی می‌دانستند و به همین دلیل، صادرات تسلیحات به دولت هوتو تبار جووینال هابیاریمانا، رئیس‌جمهوری وقت را موجه قلمداد می‌کردند. این تسلیحات چندی بعد برای کشتار صدها هزار توتسی به کار گرفته شد. مقام‌های وقت الیزه و به‌نحوی دولت فرانسه، در سه دهه گذشته و با تکیه بر همین استدلال، نقش خود در بروز بحران انسانی «بی‌سابقه» در رواندا را انکار می‌کردند.

## پیشینه
در آوریل ۱۹۹۴، رواندا بیش از هفت میلیون نفر جمیعت داشت که از سه گروه قومی تشکیل می‌شد: هوتو (۸۵٪)، توتسی (۱۴٪ جمیعت) و توا (۱٪). دو گروه هوتو و توتسی در حقیقت بسیار به‌هم شبیه هستند. هر دو یک زبان را صحبت می‌کنند، در یک منطقه زندگی می‌کنند و آداب و رسوم مشابهی دارند.
در دوران قبل از استعمار، توتسی‌ها در ردهٔ بالاتری از اجتماع قرار داشتند و هوتوها طبقهٔ پایین‌تر اجتماع محسوب می‌شدند. پس از انتقال رواندا به عنوان مستعمره به حکومت بلژیک (پس از شکست آلمان در جنگ جهانی) در رواندا سیاستی در پیش گرفته شد که در آن اقلیت توتسی و اکثریت هوتو به اختلافات قومی و نژادی کشیده شدند. این سیاست توسط بلژیکی‌ها که سرپرستی مستعمره رواندا را بعد از جنگ جهانی اول بر عهده داشتند در رواندا بنا نهاده شد؛ هوتو یا توتسی بودن در شناسنامه افراد ذکر می‌شد، و یک هوتو ثروتمند می‌توانست خود را به یک توتسی تغییر دهد تا از احترام و امکانات بیشتری برخوردار شود.
در ۱۹۵۹، هوتوها سلطنت توتسی‌ها را برانداختند و ده‌ها هزار نفر از توتسی‌ها به کشورهای همسایه از جمله اوگاندا گریختند. جمعی از این توتسی‌ها یک گروه پیکارجو به نام جبههٔ هواداران رواندا تأسیس کردند که در سال ۱۹۹۰ به رواندا حمله کرد و تا سال ۱۹۹۳ که قرارداد صلح بسته شد، مشغول به جنگ بودند.
شب ششم آوریل ۱۹۹۴ به هواپیمای حامل جونال هابیا ریمانا رئیس‌جمهوری وقت رواندا و همتایش سیپرین نتاریامیرا رئیس‌جمهوری بوروندی که هر دو از قوم هوتو بودند شلیک شد. هواپیما سقوط کرد و همه سرنشینان آن کشته شدند. افراط گرایان هوتو جبههٔ هواداران رواندا را مسئول این حمله دانستند و بلافاصله دست به کشتار دسته جمعی زدند. جبههٔ هواداران رواندا اعلام کرد که هواپیما توسط خود هوتوها منهدم شده‌است تا به آن‌ها بهانه‌ای برای قتل‌عام دهد.

## آغاز نسل‌کشی

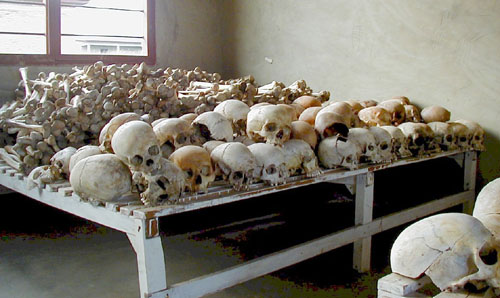
جمجمه‌های قربانیان بیانگر قساوت نسل‌کشی رواندا

با آغاز نسل‌کشی سازمان یافته که ۱۰۰ روز طول کشید، ۸۰۰٬۰۰۰ (آمار سازمان ملل) یا ۱٬۰۷۱٬۰۰۰ (آمار دولت رواندا) از قوم توتسی و هوتوهای میانه‌رو که از پیروی از دستورها هوتوهای تندرو ممانعت کرده بودند کشته شدند.
فهرستی از مخالفان دولت تهیه شده، و در اختیار گروه‌ها شبه نظامی قرار گرفته بود که آن‌ها و خانواده‌هایشان را می‌کشتند. بیشتر قربانیان مردان، زنان، کودکان و نوزادانی بودند که توسط همسایه‌ها، همکاران و دوستان سابق خود کشته می‌شدند، رادیو رواندا همزمان به‌طور مداوم هوتوها را تشویق به قتل‌عام توتسی‌ها می‌کرد. مردان هوتو حتی مورد تهدید قرار می‌گرفتند که اگر زنان توتسی خود را نکشند، خود کشته می‌شوند. روزانه ۱۰٬۰۰۰ نفر و ساعتی ۴۰۰ نفر و دقیقه‌ای هفت نفر کشته می‌شدند، به‌طور مثال کلیسایی که ۱٬۵۰۰ نفر در آن پناه گرفته بودند با بولدزر خراب شد و همگی پناهندگان آن کشته شدند. بعدها اسقف کلیسا به جرم همکاری در جنایت محاکمه شد. اکثر قربانیان با قمه‌ها تکه‌تکه می‌شدند.
در حدود ۲۰۰٬۰۰۰ تا ۵۰۰٬۰۰۰ زن و دختر توتسی در این مدت مورد تجاوز جنسی قرار گرفتند. ۲۰ هزار جوان روآندایی که اکنون در دهه سوم زندگی خود قرار دارند، فرزندان آن تجاوز جنسی گسترده‌اند. بسیاری از آن‌ها از روی عمد توسط مردان مبتلا به ایدز مورد تجاوز قرار گرفتند. اکنون بسیاری از زنان زنده مانده از نسل‌کشی در کشور رواندا مبتلا به ایدز هستند.
این فاجعه در مقابل چشمان باز دنیا با پوشش کامل خبری رسانه‌ها و بی‌عملی بسیار هولناک سازمان ملل و بی‌تفاوتی جامعه جهانی به بهانه عدم مداخله در امور داخلی رواندا انجام شد. به‌طور مثال در ابتدای نسل‌کشی ۱۰۰۰ نیروی اروپایی برای تخلیه اتباع خارجی از رواندا به آنجا فرستاده شد که به سرعت کشور را ترک کردند یا صلح بانان بلژیکی سازمان ملل مدرسه‌ای را که ۲٬۰۰۰ توتسی به آنان پناهنده شده بودند بعد از رسیدن دستور عقب‌نشینی ترک کردند که منجر به قتل‌عام همه پناهندگان شد.
بعد از اتمام نسل‌کشی هزاران نفر از پناهندگان رواندایی که به کشورهای مجاور پناهنده شده بودند به دلیل شرایط بد و ابتلا به بیماری‌های گوناگون مسری کشته شدند.
نسل‌کشی با شکست هوتوها از نیروهای نظامی گردآوری شده از بین توتسی‌ها و سایر کشورهای آفریقایی متوقف شد و بعدها دادگاهی برای محاکمه سران نسل‌کشی تشکیل شد. هم‌اکنون هزاران نفر از توتسی‌های زنده مانده از نسل‌کشی سعی می‌کنند با دو میلیون هوتوی شرکت‌کننده در کشتار همزیستی مسالمت آمیزی داشته باشند.
فیلم ماندگار هتل رواندا دربارهٔ همین نسل‌کشی ساخته شده‌است.

## چگونگی انجام قتل‌ها
حزب وابسته به دولت، در آن زمان یک شاخه جوانان به نام «اینتراهاموه» داشت که آن گروه هم تبدیل به یک نیروی شبه نظامی شد که جریان نسل‌کشی را دنبال می‌کرد. تندروهای هوتو یک ایستگاه رادیویی و روزنامه به راه انداخته بودند که نفرت پراکنی می‌کردند و مردم را با پیام‌هایی از جمله اینکه علف‌های هرز و سوسک‌ها را ریشه کن کنید به کشتن توتسی‌ها تشویق می‌کردند. اسامی آن‌هایی که باید کشته می‌شدند در رادیو اعلام می‌شدند. حتی راهبه‌ها و کشیش‌ها در کشتارها نقش داشتند. آن‌ها از جمله در کشتار مردمی دست داشتند که به کلیسا‌ها پناه برده بودند. سلاح و اطلاعات گروه‌هایی که باید هدف قرار می‌گرفتند به گروه‌های محلی داده می‌شد و آن‌ها می‌دانستند دقیقاً کجا باید هدف‌هایشان را پیدا کنند. شبه نظامیان و جنگجویان نه تنها این عده را بلکه تمام اعضای خانواده‌شان را هم به قتل می‌رساندند. در جریان این قتل‌عام، همسایه‌ها همسایه‌های خود را کشتند و بعضی از مردان حتی همسران توتسی خود را به قتل رساندند. به آن‌ها گفته شده بود اگر این کار را نکنند خودشان کشته خواهند شد.
در آن زمان کارت‌های شناسایی مردم، قومیت آن‌ها را نشان می‌داد. شبه نظامیان جاده‌ها را می‌بستند و توتسی‌ها را پیدا می‌کردند تا بکشند. بیشتر اوقات آن‌ها برای کشتن توتسی‌ها از کاردهای بزرگ و سنگینی استفاده می‌کردند که خیلی از رواندایی‌ها در خانه خود نگهداری می‌کنند. هزاران زن توتسی هم به عنوان برده جنسی به اسارت گرفته شدند.

## واکنش‌های بین‌المللی
سازمان ملل و بلژیک نیروهایی در روآندا داشتند ولی به نیروهای سازمان ملل دستور داده نشد که برای توقف قتل‌عام کاری کنند. یک سال بعد از آنکه تعدادی از سربازان آمریکا در سومالی کشته شده بودند، آمریکا نمی‌خواست درگیر یک بحران دیگر در آفریقا شود.
بلژیک و اکثر حافظان صلح سازمان ملل نیز، بعد از آنکه ۱۰ سرباز بلژیکی در رواندا کشته شدند این کشور را ترک کردند. فرانسه که از متحدان دولت هوتو بود، نیرویی را برای تشکیل یک منطقه امن به رواندا فرستاد، اما فرانسه هم متهم است که برای توقف نسل‌کشی در منطقه تلاش کافی نکرده‌است. رئیس‌جمهور فعلی رواندا فرانسه را به سهم داشتن در نسل‌کشی متهم کرده‌است. اتهامی که پاریس آن را رد می‌کند.

## پایان درگیری‌ها
جبهه میهنی رواندا متشکل از شورشیان توتسی که سازمان دهی منظمی داشت و توسط ارتش اوگاندا حمایت می‌شد، کم‌کم مناطق بیشتری را به تصرف درآورد و در چهارم ماه ژوئیه پایتخت کشور، کیگالی، را تصرف کرد. بعد از آن، حدود دو میلیون هوتو از میان غیرنظامیان و کسانی که در نسل‌کشی نقش داشتند، به جمهوری دموکراتیک کنگو که آن زمان زئیر خوانده می‌شد پناه بردند.
گروه‌های مدافع حقوق بشر می‌گویند جبهه میهنی رواندا بعد از به دست گرفتن قدرت هزاران نفر از غیرنظامیان هوتو را کشت و حتی نیروهایش برای کشتار کسانی که در نسل‌کشی نقش داشتند به جمهوری دموکراتیک کنگو رفتند. جبهه میهنی رواندا این اظهارات را رد می‌کند.
در جمهوری دموکراتیک کنگو، هزاران نفر از وبا مردند و گروه‌های امدادی متهم شدند که بیشتر کمک‌هایشان در نهایت به دست شبه نظامیان هوتو می‌رسیده و نه مردمی که به آن نیاز داشتند.

## تأثیر نسل‌کشی بر جمهوری دموکراتیک کنگو
نسل‌کشی در رواندا به صورت مستقیم باعث دو دهه ناآرامی در جمهوری دموکراتیک کنگو شد. این ناآرامی‌ها تاکنون به بهای از دست رفتن جان پنج میلیون نفر تمام شده‌است.
دولت رواندا که امروز توسط جبهه میهنی رواندا اداره می‌شود دو بار به جمهوری دموکراتیک کنگو حمله کرده و همواره این همسایه بسیار بزرگ‌تر خود را متهم کرده‌است که به شبه نظامیان هوتو اجازه می‌دهد در خاکش عملیات انجام دهند. رواندا همچنین نیروهای محلی توتسی را مسلح کرده‌است.

## وضعیت کنونی
رهبر جبهه میهنی رواندا و رئیس‌جمهور این کشور پل کاگامه به خاطر رشد اقتصادی بالای رواندا در سال‌های گذشته تحسین شده‌است. او همچنین سعی کرده‌ که رواندا را تبدیل به یک قطب تکنولوژیک مهم کند و خودش هم در توئیتر بسیار فعال است؛ ولی منتقدانش می‌گویند او مخالفان را تحمل نمی‌کند و چندین تن از مخالفان دولت او به علل نامعلومی مرده‌اند. تقریباً دو میلیون نفر در دادگاه‌های محلی رواندا به اتهام دست داشتن در قتل‌عام و نسل‌کشی محاکمه شده‌اند و رهبران اصلی آن‌ها هم در یک دادگاه سازمان ملل در کشور همسایه تانزانیا محاکمه شده‌اند.
صحبت در مورد قومیت، امروز در رواندا غیرقانونی است. دولت می‌گوید می‌خواهد از وقوع خونریزی‌های بیشتر در کشور جلوگیری کند؛ ولی عده‌ای می‌گویند دولت جلوی آشتی ملی واقعی را می‌گیرد و فقط می‌خواهد سرپوشی بر تنش‌های موجود بگذارد و این ممکن است در آینده به فوران مجدد خشم‌های سرکوب شده بینجامد.